# Ciudadanos
Ciudadanos – Partido de la Ciudadanía (Spaans: Burgers – Partij van het Staatsburgerschap), in het Catalaans Ciutadans – Partit de la Ciutadania, (losweg afgekort tot  Ciudadanos of Cs) is een liberale rechtse Spaanse politieke partij. In het begin van haar bestaan hield de partij het midden tussen liberalisme en sociaaldemocratie, maar onder leiding van Albert Rivera maakte de partij in 2018-2019 een zwaai naar rechts, en zag het zichzelf als middelgrote rechtse partij. Aan de landelijke verkiezingen van 23 juli 2023 heeft Ciudadanos niet deelgenomen.

## Geschiedenis

### Oorsprong
Ciudadanos is in 2006 ontstaan in Catalonië en is fel gekant tegen de Catalaanse onafhankelijkheidsbeweging. Van partijleider Albert Rivera is de uitspraak: "Catalonië is mijn bakermat, Spanje is mijn land, en de Europese Unie is onze toekomst”.

### Opkomst in de landelijke politiek
Vanaf 2014 verlegt de partij haar blik en gaat zich richten op geheel Spanje. Bij de Europese Parlementsverkiezingen van 2014 behaalde de partij 2 van de 54 voor Spanje beschikbare zetels in het Europees Parlement. Bij de verkiezingen in de autonome regio Andalusië in maart 2015 behaalde de partij, die daar voor de eerste keer onder haar eigen naam opkwam, bijna 10% van de stemmen, goed voor 9 van de 109 zetels in het Andalusische Parlement, en wordt coalitiepartner van de socialistische PSOE. Tijdens de parlementsverkiezingen van 2015 was de partij een van de grote spelers.
In 2018 zijn er wederom verkiezingen in Andalusië, nadat Ciudadanos de regioregering laat vallen, en voor het eerst sinds het einde van het Francoregime hebben centrumrechtse en rechtse partijen de kans om de PSOE in die regio van de macht de verstoten. Hiervoor is echter wel vereist dat de drie partijen tot een overeenkomst komen, waardoor Ciudadanos indirect moet onderhandelen met de extreemrechtse partij Vox die in deze verkiezingen voor het eerst een grotere vertegenwoordiging weet de behalen. Dit leidt tot onvrede bij gematigde segmenten van Ciudadanos.

### Zwaai naar rechts
In de aanloop van de parlementsverkiezingen van april 2019 ontstaat er bij de partijleiding de ambitie de rol van belangrijkste rechtse partij over te nemen van de Partido Popular (PP), de geplaagd wordt door corruptieschandalen en zelfs een veroordeling voor corruptie in de zaak-Gürtel, het belangrijkste corruptieschandaal van de eerste decennia van de 21e eeuw, en door de lage populariteitscijfers van afscheidnemend premier Mariano Rajoy. Uiteindelijk wordt de partij niet groter dan de PP, maar de toon is gezet en de partij drijft steeds verder van het politieke midden af. Albert Rivera geeft aan niet met Pedro Sánchez, de leider van de PSOE die de verkiezingen gewonnen heeft, te willen onderhandelen over een te vormen nieuwe regering en spreekt zelfs in termen van een cordon sanitaire tegen de socialisten. Uit onvrede verlaat een aantal medeoprichters uit de progressief liberale stroming, onder wie Toni Roldán, de partij.
Bij de verkiezingen van 10 november 2019, de tweede van het jaar, viel de partij terug van 57 naar 10 zetels, en Alberto Rivera legde het leiderschap neer.